# メルセデス・ベンツ・M275エンジン

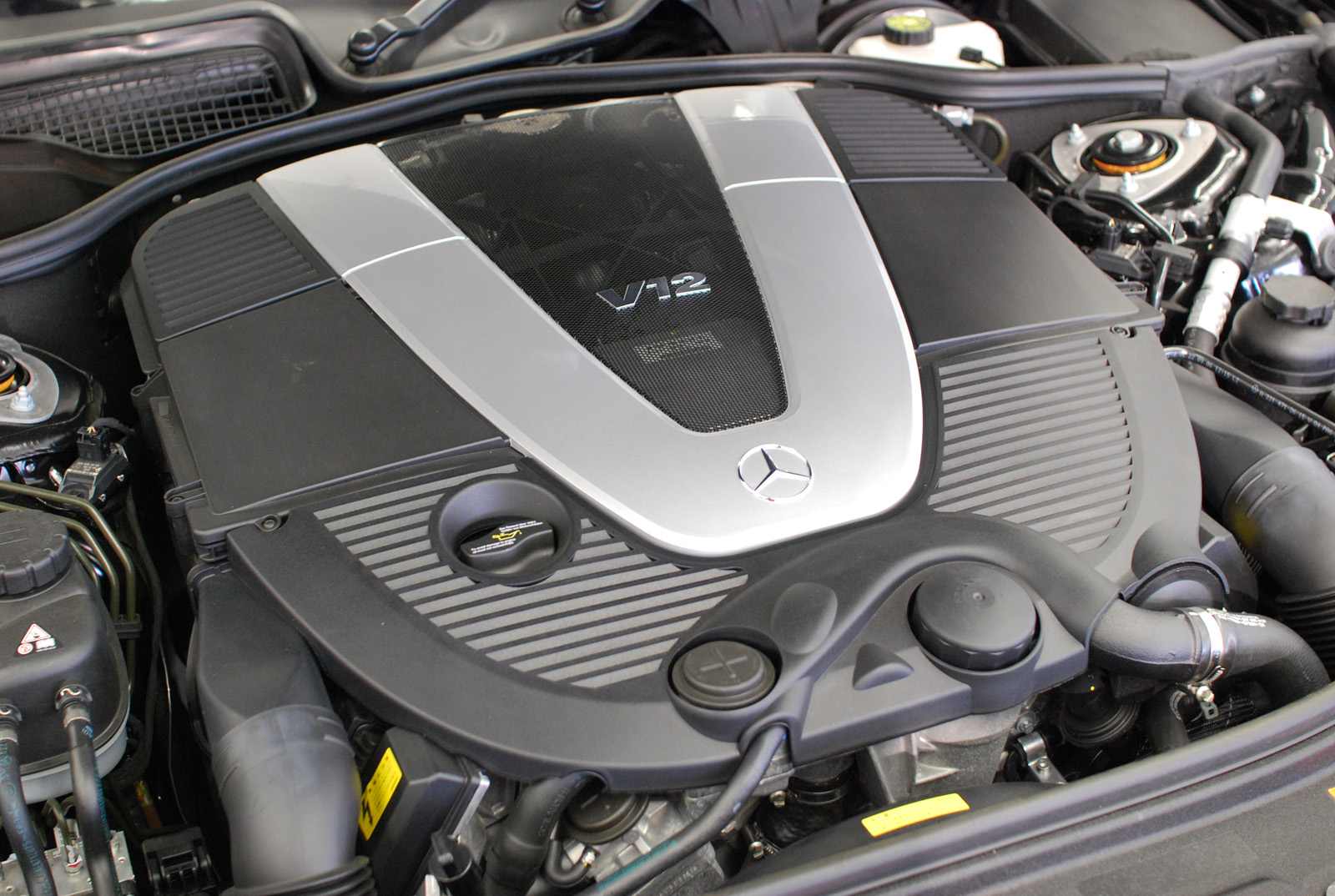
M275

M275エンジンとは、メルセデス・ベンツのV型12気筒ガソリンエンジンの系列である。
2002年にSクラス (W220)に搭載され、その後順次旧型のM137エンジンがこのエンジンに置き換えられた。

## 解説
M275エンジンは技術的には同時期に開発されたM272エンジンやM273エンジンよりむしろ旧型のM137エンジンに似ている。M137エンジンと同様、シリンダー列につき1つのカムシャフトを持ち、アルミニウム製のローラロッカーアームにより2つの吸気バルブおよび1つの排気バルブを駆動する。
旧型のM137エンジンから排気量がサイズダウンされた他、最大の違いはメルセデス・ベンツの12気筒エンジンとして初採用されたツインターボチャージャーである。最高出力と最大トルクは競合するBMWやアウディらを圧倒した。2008年当時、アウディ・A8やBMW・7シリーズに搭載されているエンジンは330 kW（450 PS）程度である。しかし2009年、BMWは同等の性能のツインターボチャージャー付きV型12気筒エンジンを発表し、7シリーズに搭載した。
M275エンジンはSクラスとSLクラス、およびCLクラスに搭載されている。

## バリエーション

### M275
M275エンジンは 5,513cc の排気量、500PSから517PS（373kWから380kW）の最高出力、81.6kg・mから84.6kg・m（800N・mから830N・m）の最大トルクを持つ。最大トルクが高いため7G-TRONICは採用されず、5速ATが組み合わされる。
- タイプ：5,513cc V型12気筒 SOHC 36バルブ
- 過給器：ツインターボチャージャー
- ボアxストローク：82.0mmx87.0mm
- 圧縮比：9.0
- 最高出力、最大トルク（-2006年）：500PS（373kW）/5,000rpm、81.6kg・m（800N・m）/1,800-3,500rpm
- 最高出力、最大トルク（2006年-）：517PS（380kW）/5,000rpm、84.6kg・m（830N・m）/1,900-3,500rpm

#### 日本での搭載車種
- S600 ロング（W220、W221）
- CL600（C215、C216）
- SL600（R230）

### M275 AMG
AMGはよりパワフルなバージョンを開発した。M275 AMGエンジンは6Lの排気量から612PS（450kW）の最大出力を発生し、最大トルクは112.2kg・m（1,100N・m）に達するポテンシャルを持つが、ギアの損傷を防ぐため102.0kg・m（1,000N・m）に電子的に制限される。このエンジンが搭載されたSLクラスやSクラス、およびCLクラスの最高時速は300km/hを超えるが、スピードリミッターにより250km/h（一部のAMGは300km/h）に制限される。マイバッハ 57Sおよび62Sでもこのエンジンが採用されている。2009年に640PS（470kW）のよりパワフルなバージョンがマイバッハ ツェッペリンに採用された。2010年に同様のパワーのエンジンがフェイスリフト後のCLクラスに採用された。いずれも最大トルクは102.0kg・m（1,000N・m）である。
- タイプ：5,980cc V型12気筒 SOHC 36バルブ
- 過給器：ツインターボチャージャー
- ボアxストローク：82.6mmx93.0mm
- 圧縮比：9.0
- 最高出力、最大トルク（-2010年10月）：612PS（450kW）/4,800-5,100rpm、102.0kg・m（1,000N・m）/2,000-4,000rpm
- 最高出力、最大トルク（2010年11月-）：629PS（463kW）/4,600-5,000rpm、102.0kg・m（1,000N・m）/2,300-4,300rpm

#### 日本での搭載車種
- S65 AMG ロング（W220、W221）
- CL65 AMG（C215、C216）
- SL65 AMG（R230）
- マイバッハ 57S / 62S（W240）

### M285
マイバッハ 57および62にはM285と呼ばれるバージョンが搭載された。ターボチャージャーや電子制御、およびエンジンのデザインが変更され、M275と同様の排気量から550PS（405kW）の最高出力と91.8kg・m（900N・m）の最大トルクを発生する。
- タイプ：5,513cc V型12気筒 SOHC 36バルブ
- 過給器：ツインターボチャージャー
- ボアxストローク：82.0mmx87.0mm
- 圧縮比：9.0
- 最高出力、最大トルク：550PS（405kW）/5,250rpm、91.8kg・m（900N・m）/2,300-3,000rpm

ドイツのシュトゥットガルトで製造されている。

#### 日本での搭載車種
- マイバッハ 57 / 62（W240）

### ブラバス
ブラバスはE V12およびブラバスロケットに搭載するエンジンのベースとしてM275エンジンを採用した。排気量は6.3Lに増加され、730PS（537kW）の最大出力と1,320N・mの最大トルクを達成したが、最大トルクはトランスミッションの保護のため1,100N・mに制限された。

## テクニカルデータ
| エンジン型式     | ボアxストローク (mm) | 総排気量 cc | 圧縮比 | 最高出力 kW(PS)/rpm   | 最大トルク Nm(kgm)/rpm    | 搭載モデル                                     | 販売期間 |
| ---------------- | -------------------- | ----------- | ------ | --------------------- | ------------------------- | ---------------------------------------------- | -------- |
| M275KE55LA       | 82x87                | 5,513       | 9      | 373(500)/5,000        | 800(81.6)/ 1,800-3,600    | S 600 (W220)                                   | 2002-05  |
| M275KE55LA       | 82x87                | 5,513       | 9      | 373(500)/5,000        | 800(81.6)/ 1,800-3,600    | CL 600 (C215)                                  | 2002-06  |
| M275KE55LA       | 82x87                | 5,513       | 9      | 373(500)/5,000        | 800(81.6)/ 1,800-3,600    | SL 600 (R230)                                  | 2001-06  |
| M275KE55LA       | 82x87                | 5,513       | 9      | 380(517)/5,000        | 830(84.6)/ 1,900-3,500    | S 600 (W221)                                   | 2006-13  |
| M275KE55LA       | 82x87                | 5,513       | 9      | 380(517)/5,000        | 830(84.6)/ 1,900-3,500    | CL 600 (C216)                                  | 2006-10  |
| M275KE55LA       | 82x87                | 5,513       | 9      | 380(517)/5,000        | 830(84.6)/ 1,900-3,500    | SL 600 (R230)                                  | 2006-12  |
| M275KE55LA       | 82x87                | 5,513       | 9      | 380(517)/5,000        | 830(84.6)/ 1,800-3,500    | CL 600 (C216)                                  | 2010-14  |
| M285             | 82x87                | 5,513       | 9      | 405(550)/5,250        | 900(91.8)/2,300           | マイバッハ 57 / 62                             | 2002-13  |
| M275KE60LA (AMG) | 82.6x93              | 5,980       | 9      | 450(612)/4,800-5,100  | 1,000(102.0)/ 2,000-4,000 | CL 65 AMG (C215)                               | 2003-06  |
| M275KE60LA (AMG) | 82.6x93              | 5,980       | 9      | 450(612)/4,800-5,100  | 1,000(102.0)/ 2,000-4,000 | S 65 AMG (W220)                                | 2003-05  |
| M275KE60LA (AMG) | 82.6x93              | 5,980       | 9      | 450(612)/4,800-5,100  | 1,000(102.0)/ 2,000-4,000 | SL 65 AMG (R230)                               | 2004-12  |
| M275KE60LA (AMG) | 82.6x93              | 5,980       | 9      | 450(612)/4,800-5,100  | 1,000(102.0)/ 2,000-4,000 | S 65 AMG (W221)                                | 2006-10  |
| M275KE60LA (AMG) | 82.6x93              | 5,980       | 9      | 450(612)/4,800-5,100  | 1,000(102.0)/ 2,000-4,000 | CL 65 AMG (C216)                               | 2006-10  |
| M275KE60LA (AMG) | 82.6x93              | 5,980       | 9      | 450(612)/4,800-5,100  | 1,000(102.0)/ 2,000-4,000 | マイバッハ 57S / 62S                           | 2005-10  |
| M275KE60LA (AMG) | 82.6x93              | 5,980       | 9      | 463(629)/ 4,600-5,000 | 1,000(102.0)/ 2,300-4,300 | マイバッハ 57S / 62S                           | 2010-13  |
| M275KE60LA (AMG) | 82.6x93              | 5,980       | 9      | 463(629)/ 4,600-5,000 | 1,000(102.0)/ 2,300-4,300 | S 65 AMG (W221)                                | 2010-13  |
| M275KE60LA (AMG) | 82.6x93              | 5,980       | 9      | 463(629)/ 4,600-5,000 | 1,000(102.0)/ 2,300-4,300 | CL 65 AMG (C216)                               | 2010-14  |
| M275KE60LA (AMG) | 82.6x93              | 5,980       | 9      | 477(640)/4,800        | 1,000(102.0)/2,000        | マイバッハ 57S ツェッペリン / 62S ツェッペリン | 2009-13  |
| M275KE60LA (AMG) | 82.6x93              | 5,980       | 9      | 500(670)/5,400        | 1,000(102.0)/ 2,200-4,200 | SL 65 AMG Black Series                         | 2008-10  |